# Fissidens longicaulis
Fissidens longicaulis är en bladmossart som beskrevs av Brotherus 1906. Fissidens longicaulis ingår i släktet fickmossor, och familjen Fissidentaceae. Inga underarter finns listade i Catalogue of Life.